# Alfredo Bracchi
Alfredo Bracchi, né le 30 décembre 1897 à Milan et mort le 11 octobre 1976 dans la même ville, est un auteur italien polyvalent dont la production va des paroles de chansons aux scénarios de films et de revue.

## Biographie
Alfredo Bracchi est né à Milan en 1897. Entre les années 1930 et 1950, il forme avec Giovanni D'Anzi un couple d'auteurs prolifique. Ils travaillent pour des productions radiophoniques, cinématographiques et théâtrales. Plusieurs de leurs chansons comme Ma le gambe,  Bambina innamorata ,  Ma l'amore no ,  Ti parlerò d'amor  , El Biscella , Sentiss ciamà papà sont des succès.
Alfredo Bracchi est mort à Milan en 1976, sa tombe se trouve à l'intérieur du civico mausoleo Palanti (it) au cimetière monumental de Milan.

## Filmographie

### Acteur
- 1939 : Finisce sempre così (it) d'Enrique Susini

### Scénariste
- 1950 : Canzoni per le strade (it) de Mario Landi
- 1962 : Il medico delle donne (it) de Marino Girolami